# Андреас Брокманн
Андреас Брокманн (нім. Andreas Brockmann; нар. 11 червня 1967, Бад-Тельц, Баварія) — німецький хокеїст, нападник, згодом хокейний тренер. 

## Ігрова кар'єра
Хокейну кар'єру розпочав 1986 року розпочав виступами за рідний клуб «Бад Тельц».
Протягом професійної клубної ігрової кар'єри, що тривала 17 років, захищав кольори команд «Бад Тельц», БСК «Пройзен», Дюссельдорф ЕГ, «Айсберен Берлін» та СК «Ріссерзеє».

## Тренерська кар'єра
У сезоні 2003/04 очолив клуб «Берлін Кепіталс», що виступав у Оберлізі. У сезоні 2007/08 очолив «Ландсгут Каннібалс». З 2008 по 2011 очолював Сінуперт Айс Тайгерс. До грудня 2014 очолював ХК «Ландсгут», покинув пост тренера через стан здоров'я.